# Alain MacMoy
Alain MacMoy, né le 16 octobre 1926, est un acteur français.

## Biographie
Alain MacMoy a suivi les cours du Conservatoire National supérieur d'art dramatique (Promotion 1954) où il obtient un premier accessit de comédie.
Il s'est surtout spécialisé dans les séries TV, les téléfilms et le théâtre et s'est principalement fait connaître du grand public, en 1971, dans le rôle du marquis de Modène de la série télévisée Les Nouvelles Aventures de Vidocq.

## Filmographie

### Cinéma
- 1968 : Je t'aime, je t'aime d'Alain Resnais
- 1992 : La Sentinelle d'Arnaud Desplechin : le professeur Waehlens
- 1982 : La Passante du Sans-Souci de Jacques Rouffio
- 1994 : Grosse fatigue  de Michel Blanc : le directeur de la prison
- 1997 : Tenue correcte exigée de Philippe Lioret : le commissaire Bérot, de la Brigade mondaine
- 2003 : Le Pharmacien de garde de Jean Veber : Erwan Le Floch

### Télévision
- 1964 : L'Abonné de la ligne U (téléfilm) : un inspecteur
- 1966 : La caméra explore le temps (téléfilm) : Hugues Des Arois, Fréron
- 1967 : L'affaire Lourdes de Marcel Bluwal (téléfilm documentaire) : le baron Massy
- 1970 : Le Chevalier Tempête de Yannick Andréi, hors saison épisode 2 "La discipline et le héros"
- 1971 :Les Nouvelles Aventures de Vidocq (téléfilm) : le marquis de Modène
- 1972 : Les sanglots longs de Jean-Paul Carrère, (téléfilm) : Laurais
- 1977 : Les samedis de l'histoire, saison 1 épisode 4 Henri IV de Paul Planchon : François d'O
- 1978 : Émile Zola ou la Conscience humaine (téléfilm) : Albert Clémenceau
- 1984-1985 : Messieurs les jurés (téléfilm) 
  - 1984 : "L'Affaire Malville" d'André Michel : l'Avocat Général
  - 1985 : "L'Affaire Cerilly" de Jean-Marie Coldefy : l'Avocat Général
- 1988 : Les Enquêtes du commissaire Maigret : La morte qui assassina de Youri
- 1986-1988 : Espionne et tais-toi (Série TV), Saison 1, épisode 6 et Saison 2, épisodes 1, 3, et 5 : le colonel Rampon
- 1990 : Les 5 dernières minutes : Ça sent le sapin de Youri : Passementier
- 1992-1998 : Le JAP, juge d'application des peines (série télévisée)
  - 1992 : Saison 1 épisode 1 : Lesueur
  - 1993 : Saison 2 épisodes 1 et 2 : Lesueur
  - 1994 : Saison 3 épisode 1 : Lesueur
  - 1995 : Saison 4 épisodes 1 et 2 : Lesueur
- 1992 : Hôtel du Parc : Jacques Benoist-Méchin
- 1994 : Les Cordier, juge et flic (série télévisée) : le directeur de la police
- 1996 : Le Crabe sur la banquette arrière de Jean-Pierre Vergne
- 1998 : Marceeel!!!, d'Agnès Delarive (téléfilm)
- 1999 : Le Monde à l'envers  de Charlotte Brandström, (téléfilm en 2 parties)
- 2001 : Thérèse et Léon de Claude Goretta : Albert Lebrun

## Théâtre
- 1950 : Les Démoniaques de Michel Durafour, mise en scène Maurice Escande, Théâtre du Vieux-Colombier
- 1954 : Il ne faut jurer de rien d'Alfred de Musset, mise en scène René Barré, Théâtre des Célestins
- 1954 : Le Capitaine Smith de Jean Blanchon, mise en scène André Clavé, Théâtre Montparnasse
- 1956 : Les Justes d'Albert Camus, mise en scène Daniel Leveugle, Comédie de l'Est
- 1957 : Un imbécile de Luigi Pirandello, mise en scène Daniel Leveugle, Comédie de l'Est
- 1957 : Saint-Just de Jean-Claude Brisville, mise en scène Daniel Leveugle, Comédie de l'Est
- 1963 : Rosmersholm de Henrik Ibsen, mise en scène Pierre Arnaudeau, Théâtre du Tertre
- 1965 : Caviar ou lentilles de Giulio Scarnacci et Renzo Tarabusi, mise en scène Gérard Vergez, Théâtre Michel
- 1967 : Les Bains de Vladimir Maïakovski, mise en scène Antoine Vitez, Maison de la Culture de Caen
- 1971 : Qui a peur de Virginia Woolf ? d'Edward Albee, mise en scène René Lesage, Comédie des Alpes
- 1975 : Le Précepteur de Jakob Lenz, mise en scène Bernard Sobel, Théâtre de Gennevilliers
- 1975 : Marie d'Isaac Babel, mise en scène Bernard Sobel, Théâtre de Gennevilliers
- 1976 : Louve basse de Denis Roche, mise en scène Georges Lavaudant, Festival d'Avignon
- 1976 : La Nuit, les clowns de Yves Heurté, mise en scène François Dupeyron, Petit Odéon
- 1980 : Le Cœur sur la main de Loleh Bellon, mise en scène Jean Bouchaud, Studio des Champs-Élysées
- 1984 : La Panne de Friedrich Dürrenmatt, mise en scène Silvia Monfort, Carré Silvia Monfort
- 1986 : Le plaisir des autres d'Agnès Mallet d'après Cesare Pavese mise en scène Gilles Gleizes Théâtre 14
- 1986 : Hot House d'Harold Pinter, mise en scène Robert Dhéry, Théâtre de l'Atelier
- 1987 : Pendant que vous dormiez de Robert Pouderou, mise en scène Dominique Bluzet, Petit Odéon
- 1987 : Le Malade imaginaire de Molière, mise en scène Pierre Boutron, Théâtre de l'Atelier, Théâtre des Célestins
- 1989 : La Forêt d’Alexandre Ostrovski, mise en scène Bernard Sobel, Théâtre de Gennevilliers
- 1991 : Vie de la révolutionnaire Pélagie Vlassova de Tver de Bertolt Brecht, mise en scène Bernard Sobel, Théâtre de Gennevilliers
- 1993 : Threepenny Lear de William Shakespeare, mise en scène Bernard Sobel, Théâtre de Gennevilliers
- 1994 : Threepenny Lear de William Shakespeare, mise en scène Bernard Sobel, Théâtre de Gennevilliers
- 1998 : Pour la galerie de Claude d'Anna et Laure Bonin, mise en scène Stephan Meldegg, Théâtre de l'Œuvre
- 2002 : L'Otage de Paul Claudel, mise en scène Bernard Sobel, Théâtre de Gennevilliers, Théâtre national de Strasbourg
- 2003: Innocents coupables d'Alexandre Ostrovski, mise en scène Bernard Sobel, Théâtre de Gennevilliers
- 2003 : Et qui pourrait tout raconter ? d'après Les Sept contre Thèbes d'Eschyle et Le Seigneur Guan va au banquet de Guan Hanqing, mise en scène Bernard Sobel, Théâtre de Gennevilliers

## Distinctions
- 1952 : Premier accessit de comédie moderne décerné par le Conservatoire national supérieur d'art dramatique de Paris[2].
- 1999 : Nomination au Molière du comédien dans un second rôle pour Pour la galerie.